# 1932年德國總統選舉
1932年德意志國聯邦大總統選舉是指分别在1932年3月13日、4月10日，在德意志国举行的、为了选出联邦大总统所举办的二轮投票。时任总统保罗·冯·兴登堡获得了连任，得到7年的任期，當時其竞选时的主要竞争对手為纳粹党領袖阿道夫·希特勒。

## 概述
在威瑪共和國的政治制度中，聯邦大總統是一個具有實質上影響力的國家元首，擁有任免總理的權力。84歲的時任總統興登堡作為阿道夫·希特勒之外勝算最大的候選人，得到了各黨派的廣泛推舉。
随后在1932年7月德国国会選舉和1932年11月德国国会選舉中，納粹黨成為了國會的最大黨，控制了議會的相對多數席位。1934年，希特勒正式廢除聯邦大總統的職位，以元首（Führer）取代之。